# Serhij Suchoruczenko
Serhij Hryhorowycz Suchoruczenko, ukr. Сергій Григорович Сухорученко (ur. 25 kwietnia 1974 w Izmaile, w obwodzie odeskim) – ukraiński piłkarz, grający na pozycji obrońcy, trener piłkarski.

## Kariera piłkarska

### Kariera klubowa
Wychowanek DJuSSz w Izmaile. Pierwszy trener - Wołodymyr Kołosow. Karierę piłkarską rozpoczął w amatorskiej drużynie Dunajeć Izmaił. W sierpniu 1994 próbował swoich sił w SK Odessa. W listopadzie 1994 przeszedł do trzecioligowego klubu Dnistrowec Białogród nad Dniestrem. W 1995 występował w amatorskim zespole Rybak Odessa, po czym przeniósł się do SKA-Łotto Odessa. W lipcu 1998 został zaproszony do Czornomorca Odessa, skąd podczas przerwy zimowej sezonu 1998/99 przeszedł do Krywbasa Krzywy Róg, w składzie którego 21 marca 1999 debiutował w Wyższej Lidze w meczu z Nywą Tarnopol. Latem 2001 opuścił Krywbas, a potem bronił barw amatorskich zespołów Iwan Odessa, IRIK Odessa, TransInternational-SR3 Odessa, KAPO Perwomajśke, Tyras-2500 Białogród nad Dniestrem, FK Bielajewka i Chadżybej Odessa. W 2010 zakończył karierę piłkarską.

## Kariera trenerska
Jeszcze będąc piłkarzem od lipca do grudnia 2006 łączył funkcje trenerskie w amatorskim zespole Iwan Odessa. W czerwcu 2007 objął stanowisko głównego trenera Iwana Odessa, z którym zdobył awans do finałowej ósemki Pucharu Regionów UEFA.

## Sukcesy i odznaczenia

### Sukcesy klubowe
- brązowy medalista Mistrzostw Ukrainy: 1999, 2000
- finalista Pucharu Ukrainy: 2000
- mistrz Amatorskiej Lihi Ukrainy: 2005